# NGC 535
NGC 535 este o galaxie lenticulară, posibil spirală, situată în constelația Balena. A fost descoperită în 31 octombrie 1864 de către Heinrich Louis d'Arrest.